# Saint-Pierre (Sveti Petar i Mikelon)
Saint-Pierre je francuska općina na Svetom Petru i Mikelonu. Ovo je veća od dvije općine na ovoj prekomorskoj zajednici Francuske koja se nalazi u Sjevernoj Americi i njezino glavno mjesto. Općina pokriva cijeli istoimeni otok (hrvatski naziv je Sveti Petar). 

## Zemljopis i uprava
Na ovom otoku živi oko 90% stanovništva Svetog Petra i Mikelona. Područje općine obuhvaća i okolne manje otoke. Sve do 1945. postojala je i općina Île-aux-Marins koja je danas spojena s općinom Saint-Pierre. Na otoku Île-aux-Marins danas više ne postoji stalno stanovništvo. Za razliku od otoka Mikelon i Langlade, Sveti Petar ima zaštićenu morsku luku.
Na čelu općine su načelnik i vijeće. Ovo mjesto je i sjedište trgovačke i industrijske komore Svetog Petra i Mikelona.

## Stanovništvo
Prema popisu stanovništva na području općine je živjelo preko pet tisuća stanovika. Stanovništvo je velikim dijelom baskijskog, bretonskog, normandijskog i akadijskog podrijetla. Danas svi stanovnici općine žive na glavnom otoku Svetom Petru.

## Prijevoz
Na području općine nalazi se međunarodna zračna luka Svetog Petra i Mikelona koja je smještena sjeverno od naselja Saint-Pierre, a na kojoj djeluje zrakoplovno poduzeće Air Saint-Pierre koja povezuje otok Svetog Petra s Mikelonom i nekoliko zračnih luka u Kanadi.

## Vanjske poveznice
- Stranica Svetog Petra i Mikelona
- Enciklopedija Svetog Petra i Mikelona

|  | Portal Francuske – Pristup člancima s tematikom o Francuskoj. |